# Port Gamble Tribal Community
Port Gamble Tribal Community az Amerikai Egyesült Államok északnyugati részén, Washington állam Kitsap megyéjében elhelyezkedő statisztikai település, a Port Gamble S’Klallam indián törzs lakóhelye. A 2010. évi népszámlálási adatok alapján 916 lakosa van.